# Borys Szyc
Borys Michał Szyc-Michalak (nacido Borys Michalak ; 4 de septiembre de 1978) es un actor y músico polaco.

## Biografía
Szyc nació en Łódź , Polonia . Se graduó de la 26ª universidad en Łódź. En 2001, se graduó de la Academia de Teatro Estatal Aleksander Zelwerowicz con sede en Varsovia y comenzó una exitosa carrera en cine y teatro. Desde 2001, se ha presentado en Teatr Współczesny en Varsovia. En 2007, recibió el Wiktor, el premio de la televisión pública polaca (TVP), al mejor actor de televisión polaco.
En 2023 protagonizó la serie polaca "Todavía aquí" (Warszawianka) para SkyShowTime

## Discografía

### Álbum de estudio
| Feelin' Good                                                       | - Lanzamiento: 30 de noviembre de 2009 - Discográfica: EMI Music Poland - Formato: CD, descarga digital | 44 |
| denota una grabación que no trazó o no se lanzó en ese territorio. | |    |

### Vídeos musicales
| Título     | Año  | Álbum        | Ref.  |
| ---------- | ---- | ------------ | ----- |
| "Do jutra" | 2009 | Feelin' Good | [ 4 ] |